# Abd al-Ilah
Abd al-Ilah (àrab: عبد الإله, ʿAbd al-Ilah) (Taïf, 14 de novembre de 1913 - Al Rehab Palace, Bagdad, 14 de juliol de 1958) fou regent de l'Iraq. Era cosí i cunyat del rei Ghazi I i actuà com a regent en nom de Faisal II des del 4 d'abril de 1939 fins al 2 de maig de 1953, quan Faisal va arribar a la majoria d'edat. Fou també príncep hereu de l'Iraq des de 1943.

## Biografia
Era fill i hereu del rei Ali ibn Hussein, darrer rei del Hijaz i germà gran de Faisal I, i va ser nomenat regent quan el seu cosí Ghazi I va morir en un accident d'automòbil deixant un fill de quatre anys, Faisal II. El 31 de març de 1941 va haver de fugir del país davant del cop d'estat dels militars pro-alemanys de la Plaça Daurada que van posar al poder com a primer ministre a Rashid Ali Gaylani. El càrrec de regent va passar a Xerif Xaraf, un vell i sant parent del rei Faisal. El regent deposat es va exiliar a Amman amb l'ex primer ministre Nuri al-Said com a convidats d'Abdallah ibn al-Husayn, després rei de Jordània. L'ofensiva britànica, iniciada el 2 de maig, va eliminar el govern de Gaylani. El 26 de maig Abd al-Ilah feia una crida a la revolta de les tribus i als líders religiosos contra Gaylani. El 2 de juny el govern de Gaylani es va enfonsar i l'endemà el primer ministre fugia a l'Iran i Abd al-Ilah era reposat com a regent.
El 1953, Abd al-Ilah va deixar el càrrec quan Faisal II va arribar a la majoria d'edat, però va restar prop del jove rei com a conseller i defensor de les polítiques pro-occidentals.
Abd al-Ilah va morir durant la revolució republicana del juliol de 1958, junt amb gran part de la família reial. El seu cos fou portat al carrer, destrossat i després cremat.

## Carrera militar
Abd al-Ilah va tenir els següents graus militars:
- Mariscal de camp de les Forces Armades Iraquianes
- Mariscal de la Reial Força Aèria Iraquiana
- Mariscal (honorari) de la RAF